# Gruin-Haus

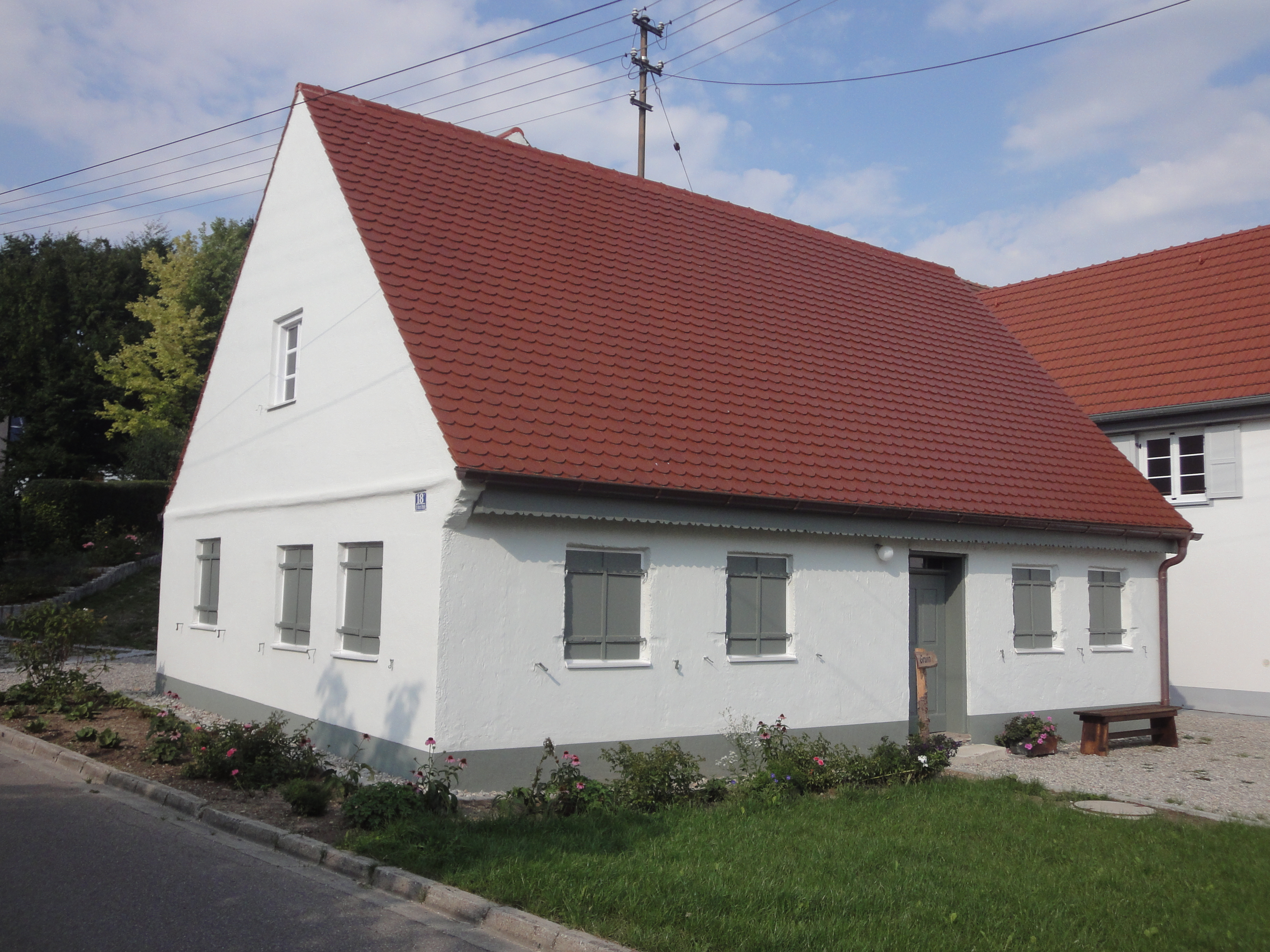
Gruin-Haus in Todtenweis

Das sogenannte Gruin-Haus in Todtenweis, einer Gemeinde im schwäbischen Landkreis Aichach-Friedberg in Bayern, wurde wohl Ende des 18. Jahrhunderts errichtet. Das ehemalige Bauernhaus an der St.-Ulrich-Straße 18 ist ein geschütztes Baudenkmal.
Der erdgeschossige Satteldachbau kam im Jahr 2005 in Gemeindebesitz und wurde nach der umfassenden Renovierung als Dorfmuseum eingerichtet, das 2013 eröffnet wurde.